# Psilocephala breviventris
Psilocephala breviventris är en tvåvingeart som beskrevs av Krober 1928. Psilocephala breviventris ingår i släktet Psilocephala och familjen stilettflugor.
Artens utbredningsområde är Costa Rica. Inga underarter finns listade i Catalogue of Life.